# Tour della nazionale maschile di rugby a 15 della Francia 1988
Nel 1988 la nazionale francese di rugby a 15 si reca in tour in Sudamerica. Evento clou sono i due test match contro i "Pumas". La serie termina con una vittoria a testa.

## Risultati
Sistema di punteggio: meta = 4 punti, Trasformazione=2 punti .Punizione e calcio da mark=  3 punti. drop = 3 punti. 
| Buenos Aires 4 giugno 1988 | San Isidro | 16 – 29 | Francia XV |  |

| Tucuman 7 giugno 1988 | Tucumàn | 18 – 18 | Francia XV |  |

| Buenos Aires 11 giugno 1988 | Buenos Aires | 0 – 82 | Francia XV |  |

| Buenos Aires 14 giugno 1988 | Provincias Argentinas | 19 – 36 | Francia XV |  |

| Arbitro: | O.Doyle |

| |            | |
| mete: Angelillo trasf.: Baetti c.p.: Baetti 2 Drop: Turnes | Marcatori  | mete: Dintrans trasf.: Berot c.p.: Berot 4 |
| 15 Alejandro Scolni 14 Diego Cuesta Silva, 11 Cristian Mendy 13 Marcelo Loffreda, 12 Fabian Turnes 10 Rafael Madero, 9 Daniel Baetti 8 Gustavo Milano, 6 Jorge Allen (c), 7 Pablo Garreton 5 Eliseo Branca, 4 Alejandro Iachetti 3 Serafin Dengra, 2 Andres Courreges, 1 Diego Cash 16 Dardo Gonzalez, 17 Marcelo Urbano, 18 Joaquin Uriarte, 19 Alfredo Soares Gache, 20 Gustavo Maschwitz, 21 Santiago Meson | Formazioni | 15 Serge Blanco 14 Philippe Berot, 11 Patrice Lagisquet 13 Philippe Sella, 12 Marc Andrieu 10 Franck Mesnel, 9 Pierre Berbizier (c) 8 Laurent Rodriguez, 7 Alain Carminati, 6 Eric Champ 5 Jean Condom, 4 Alain Lorieux 3, Jean Pierre Garuet-Lempirou, 2 Philippe Dintrans, 1 Pascal Ondarts sostituti: 16 Daniel Dubroca, 17 Dominique Erbani, 18 Marc Cécillon, 19 Michel Hondagne-Monge, 20 Denis Charvet, 21 Didier Camberabero |

| Cordoba 21 giugno 1988 | Cordoba | 9 – 42 | Francia XV |  |

| Arbitro: | O. Doyle |

| |            | |
| c.p.: Baetti 6 | Marcatori  | c.p.: Berot 2 |
| 15 Alejandro Scolni 14 Diego Cuesta Silva, 11 Cristian Mendy 13 Marcelo Loffreda, 12 Fabian Turnes 10 Rafael Madero, 9 Daniel Baetti 8 Gustavo Milano, 6 Jorge Allen (c), 7 Pablo Garreton 5 Eliseo Branca, 4 Alejandro Iachetti 3 Serafin Dengra, 2 Andres Courreges, 1 Diego Cash sostituti: 16 Dardo Gonzalez, 17 Marcelo Urbano, 18 Joaquin Uriarte, 19 Alfredo Soares Gache, 20 Gustavo Maschwitz, 21 Santiago Meson, | Formazioni | 15 Serge Blanco 14 Philippe Berot, 11 Patrice Lagisquet 13 Philippe Sella, 12 Marc Andrieu 10 Franck Mesnel, 9 Pierre Berbizier (c) 8 Laurent Rodriguez, 7 Alain Carminati, 6 Marc Cécillon 5 Jean Condom, 4 Alain Lorieux 3, Jean Pierre Garuet-Lempirou, 2 Philippe Dintrans, 1 Pascal Ondarts sostituti: 16 Michel Hondagne-Monge, 17 Daniel Dubroca, 18 Dominique Erbani, 19 Louis Armary, 20 Denis Charvet, 21 Didier Camberabero, |

| Asunción 27 1988 | Paraguay | 12 – 106 | Francia XV |  |